# Joseph S. Frelinghuysen
Joseph S. Frelinghuysen (Raritan, 1869. március 12. – Tucson, 1948. február 8.) az Amerikai Egyesült Államok szenátora (New Jersey, 1917–1923).